# イバン・ファンディーニョ
イバン・ファンディーニョ・バロス（スペイン語: Iván Fandiño Barros, 1980年9月29日 - 2017年6月17日）は、スペイン・バスク州ビスカヤ県ウルドゥニャ/オルドゥニャ出身の闘牛士。フランスのランド県エール＝シュル＝ラドゥールにおいて、闘牛中に角で突かれて死亡した。

## 経歴

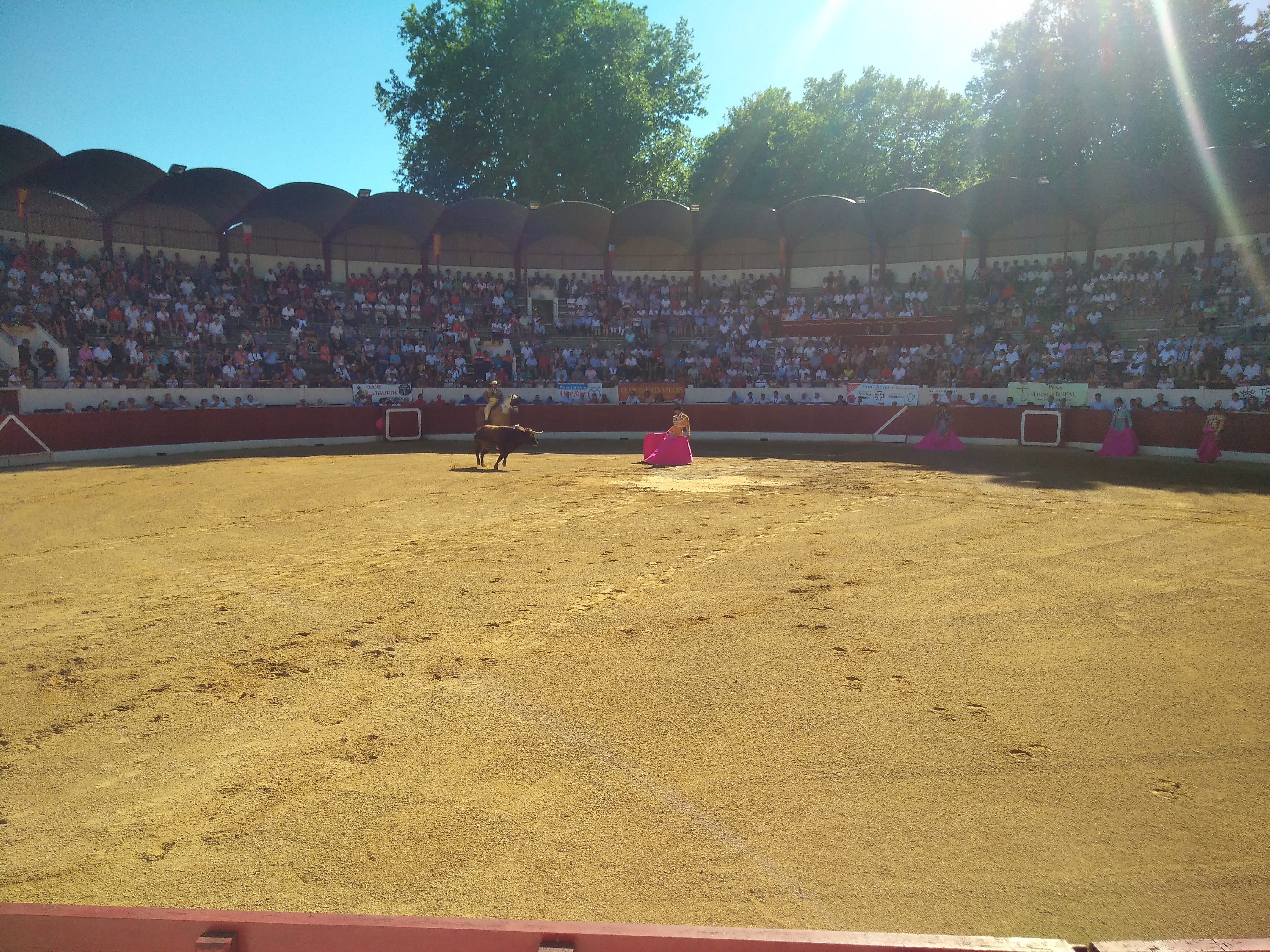
2017年6月17日、事故が起こる直前のファンディーニョ

### 昇格
1980年9月29日にバスク州ビスカヤ県ウルドゥニャ/オルドゥニャに生まれた。家族に闘牛士はいなかったが、14歳の時に将来の夢をバスク・ペロタ選手から闘牛士に変えた。1999年8月16日、アラバ県ラウディオ/リョディオの闘牛場でノビジェーロ（見習い闘牛士）としてデビューした。2002年6月2日、ウルドゥニャ/オルドゥニャの闘牛場で槍士（ピカドール）としてデビューした。
2004年9月12日、マドリードの闘牛場で正闘牛士としてデビューした。2014年にはエクアドル人種畜家の娘と結婚し、一子（娘）を儲けていた。スペイン国営ラジオ(RNE)が選出する年間最優秀闘牛士に2年連続で選ばれた。ファンディーニョは正闘牛士として12年間のキャリアを持ち、数々の賞を受賞していた。

### 事故
2017年6月17日、フランス・ヌーヴェル＝アキテーヌ地域圏ランド県エール＝シュル＝ラドゥールの闘牛場で開催されていた闘牛祭において、闘牛に突かれて死亡した。ファンディーニョは闘牛の気を散らすためのムレータに足を取られてよろめき、肺などの胴体を背後から角で突かれたのである。すぐにアリーナから運び出され、闘牛場内の医務室で緊急手術を受けたが、搬送先のモン・デ・マルサン病院で死亡が確認された。ファンディーノを突いた闘牛にとどめを刺した正闘牛士のフアン・デル・アルモは、「言葉がない。信じられない」と語った。スペイン人闘牛士としては、2016年7月9日にテルエル闘牛場で死去したビクトル・バリオに次ぐ死者だった。